# Abel Boyer

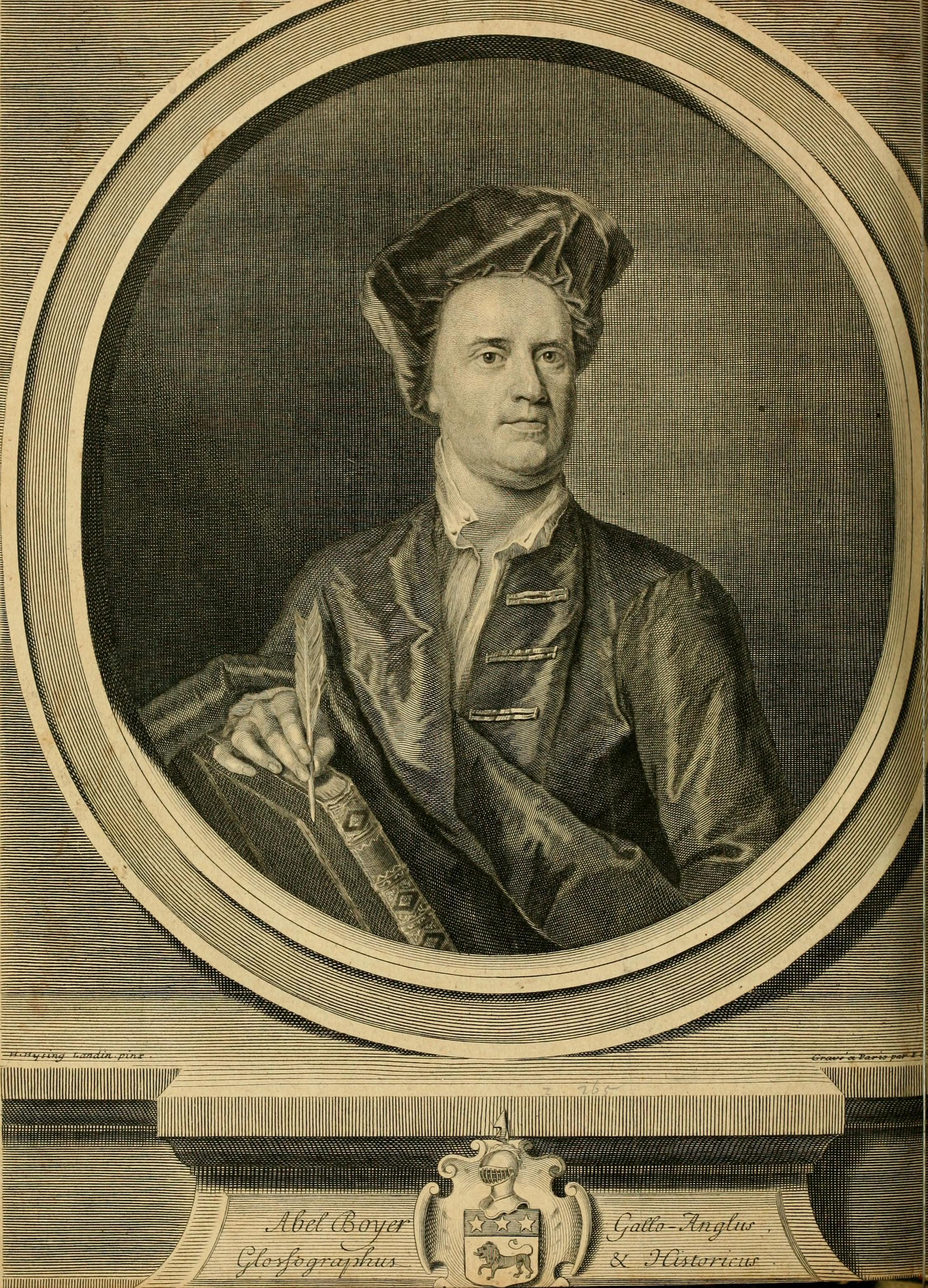
Abel Boyer (1818)

Abel Boyer (* 24. Juni 1667 in Castres; † 16. November 1729 in London) war ein englischer Romanist, Anglist, Historiker, Journalist und Lexikograf französischer Herkunft.

## Leben und Werk
Boyer entstammte einer südfranzösischen Hugenottenfamilie. Er studierte an der Hugenottenakademie in Puylaurens, wurde durch das Edikt von Fontainebleau 1685 zur Emigration gezwungen, studierte noch an der Universität Franeker und ging 1689 nach London. Hier war er Französischlehrer  von William Duke of Gloucester (1689–1700), dem Sohn der späteren Königin Anne.
Boyer publizierte 1699 ein zweisprachiges Wörterbuch Französisch-Englisch, Englisch-Französisch, das das Vorgängerwörterbuch von Guy Miège weit übertraf und in mehr als 150 Jahren mehr als 40 Auflagen erlebte. Dabei profitierte er im französischen Teil von dem soeben erfolgten Beginn der einsprachigen französischen Lexikografie (namentlich des ersten Dictionnaire de l’Académie française von 1694, daneben aber auch von den Wörterbüchern von Antoine Furetière 1690 und César-Pierre Richelet 1680). Der englische Teil seines Wörterbuchs trat wegen seiner Qualität auch in die Funktion eines einsprachigen englischen Wörterbuchs ein, da es ein solches noch nicht gab und das erste, der Dictionary of the English Language von Samuel Johnson von 1755, sich nicht unwesentlich aus Boyers Wörterbuch speiste.

## Werke

### Wörterbücher
- The Royal Dictionary. In Two Parts. First, French and English. Secondly, English and French. The French taken out of the Dictionaries of Richelet, Furetiere, Tachard, the Great Dictionary of the French-Academy, and the Remarks of Vaugelas, Menage, and Bouhours. And The English Collected chiefly out of the Best Dictionaries, and the Works of the Greatest Masters of the English Tongue; such as Archbishop Tillotson, Bishop Sprat, Sir Roger L’Estrange, Mr. Dryden, Sir William Temple, &c.London: Printed for R. Clavel, H. Mortlock, S. Lowndes, J. Robinson, D. Brown, W. Hensman, S. Crouch, E. Evets, J. Laurence, R. Sare, A. Churchill, S. Smith, L. Meredith, J. Taylor, F. Saunders, T. Bennet, J. Knapton, J. Wyat, E. Casde, and D. Midwinter, London 1699 (über 40 Auflagen, bis 1862)
  - Dictionnaire royal, François et Anglois, Den Haag 1702
- The Royal Dictionary. Abridged, London 1700 (zahlreiche Auflagen)

### Weitere Werke (Auswahl)
- The compleat French-master for ladies and gentlemen  being a new method, to learn with ease and delight the French tongue, as it is now spoken in the court of France, in three parts, I. A short and plain grammar, II. A vocabulary, familiar dialogues, the niceties of the French tongue, London 1694 (zahlreiche Auflagen)
- (Hrsg.) Letters of wit, politics and morality, London 1701, Hildesheim 1982
- The History of King William the Third, 3 Bde., London 1702–1703
- The History of the Reign of Queen Anne digested into annals, 11 Bde., 1703–1713
- The Political State of Great Britain, being an impartial account of the most material occurrences, ecclesiastical, civil, and military, in a monthly letter to a friend in Holland, 38 Bde., 1711–1729
- The History of the Life and Reign of Queen Anne, London 1722, 1740